# Coma (2008)
Coma is een Vlaamse film uit 2008, geregisseerd door R. Kan Albay. De film ging in 2008 in wereldpremière tijdens de tweede editie van het filmfestival Oostende.

## Verhaal
Coma is gebaseerd op waargebeurde feiten en gaat over Osman Engin, een man van middelbare leeftijd, die uit een coma ontwaakt in het ziekenhuis. Hij heeft geheugenverlies en kan niet goed uit de voeten, maar stukje bij beetje komt hij erbovenop en hij krijgt stilaan ook zijn geheugen terug. Door zijn gesprekken met Freddy, een excentrieke oude man, en uit flashbacks komt hij erachter dat zijn drankverslaving hem zijn vrouw, dochter en vrienden heeft gekost.